# حشره‌خوار زاناتیپ
 حشره‌خوار زاناتیپ (نام علمی: Crocidura xantippe) نام یک گونه از سرده حشره‌خوارهای دندان‌سفید است.